# 艾昂芒廷 (密蘇里州)
艾昂芒廷（英語：Iron Mountain）是位於美國密蘇里州聖弗朗索瓦縣的非建制地區。

## 歷史
艾昂芒廷的郵局於1846年設立，其後於1998年停運。

## 地理
艾昂芒廷所處的海拔為高於海平面329米（即1079英呎），而該地所採用的時區為UTC-6，即北美中部時區（CST）。同時該地設有夏令時間，為UTC-6調快一小時，即UTC-5（CDT）。